# PSPad
PSPad — безкоштовний текстовий редактор і редактор текстів програм для операційної системи Windows. Редактор містить ряд засобів для розробника програмного забезпечення, наприклад, підсвітку синтаксису, HEX-редактор, дозволяє вести роботу з файлами у вигляді проєкту і працювати одночасно з великою кількістю файлів через вкладки, має функції автодоповнення, засоби пошуку і підтримує роботу з FTP, розроблений для різних мов програмування як то PHP, Perl, HTML, Java тощо. Мовні інтерфейси реалізовані для великої кількості мов, в тому числі наявний український інтерфейс.

## Основні можливості
PSPad надає такі можливості для роботи з текстами:
- Проєкти — дозволяє організовувати роботу з багатьма файлами у вигляді проєктів.
- Необмежена довжина файлів
- Робота з кількома файлами одночасно.
- Збереження робочої сесії — дозволяє продовжити роботу з того місця з якого закінчили минулий раз.
- Вбудований FTP-клієнт — дозволяє працювати з файлами напряму через Інтернет
- Запис макросів — дозволяє записувати найбільш часто повторювані послідовності дій.
- Пошук і заміна
- Порівняння файлів — пошук відмінності у файлах
- Підсвітка синтаксису — залежить від розширення файлу, можна налаштовувати.
- Створювати власну підсвітку синтаксису для власного екзотичного середовища.
- Автоматичне виправлення помилок
- Перевірка синтаксису
- Багаторазові відміна і повтор (undo/redo)
- Підтримка для ANSI, Unicode, OEM, Kamenicky та ISO файлів.
- HEX-редактор
- Виклик зовнішніх програм для маніпуляції з файлом.
- Виклик зовнішніх компіляторів в залежності від розширення файлу. Виводяться помилки, які виникли при компіляції.
- Експорт до RTF, HTML, TeX з залишенням підсвітки синтаксису.
- Закладки
- Номери рядків
- Таблиця кодів ASCII
- Вікно вибору барви
- Внутрішній Веббраузер
- та інші